# Andrea Raschèr

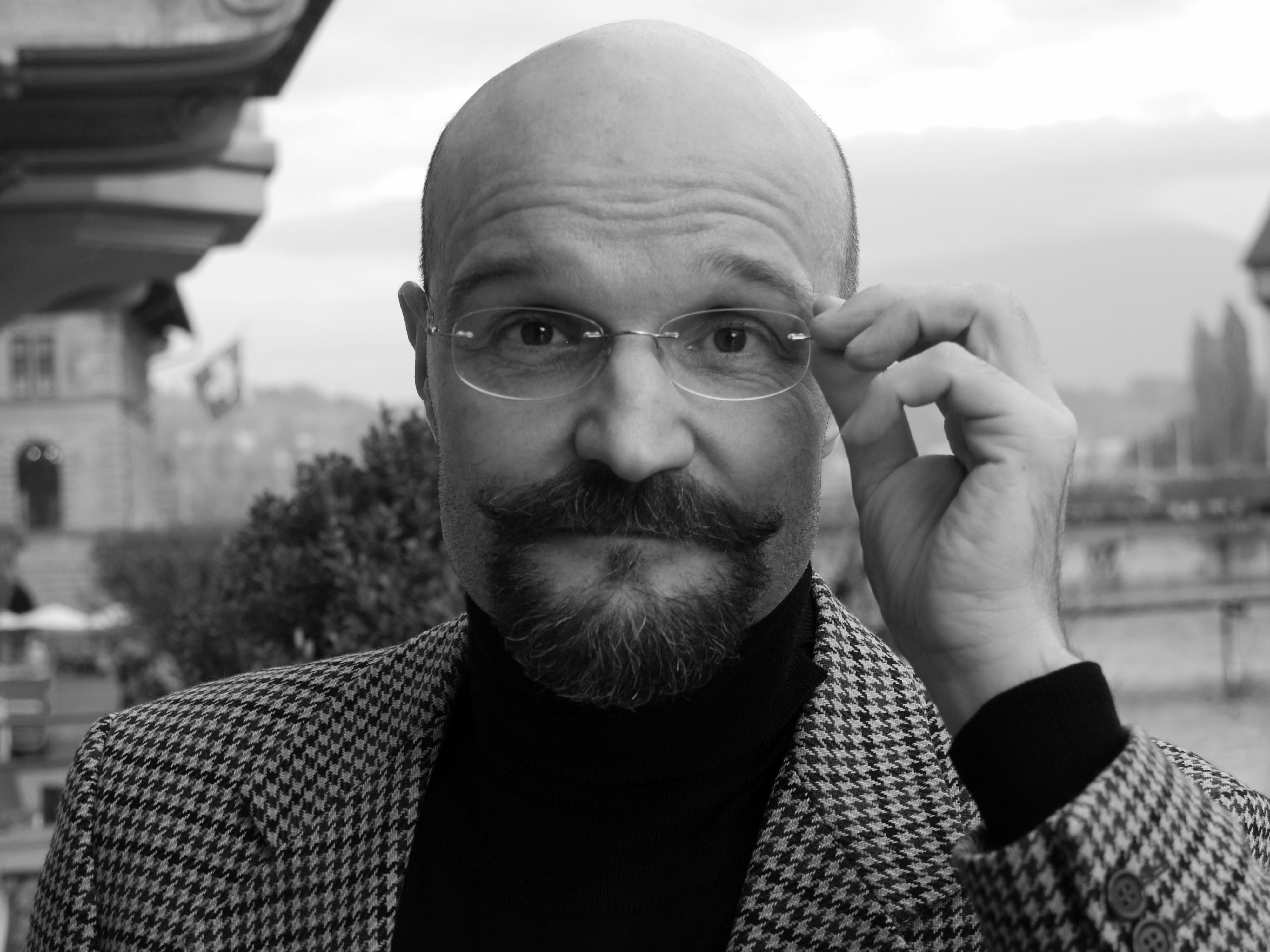
Andrea Raschèr (2010)

Andrea Francesco Giovanni Raschèr  (* 2. Februar 1961 in Zürich) ist ein italienisch-schweizerischer Jurist und Kulturjournalist.

## Leben
Andrea Raschèr wuchs in Zürich auf. Während seiner Zeit an einer italienischsprachigen Grundschule und seiner Mittelschulzeit am Freien Gymnasium Zürich studierte er zusätzlich am Konservatorium Zürich Flöte (bei Gérard Zinsstag) und Klavier. Er wurde nach einem Rechtsstudium 1988 an der Universität Zürich (UZH) promoviert. Seine Dissertation zu Fragen des Urheberrechts des Bühnenregisseurs wurde 1990 mit dem Professor Walther Hug Preis prämiiert. Während des Studiums setzte er seine Instrumentenausbildung fort und arbeitete als Regieassistent beim Theater- und Opernregisseur Jean-Pierre Ponnelle. 2010 erlangte er den Master of Advanced Studies in Supervision und Coaching in Organisationen (MAS ZHAW) an der Zürcher Hochschule für Angewandte Wissenschaften (ZHAW).

### Regie und Musik
Am Grand Théâtre de Bordeaux inszenierte er 1983 Vincenzo Bellinis Norma, am Festival Macerata 1987 Igor Strawinskys Histoire du soldat, am Stadttheater Bern 1989 Giuseppe Verdis Il trovatore (Bühnenbild und Kostüme Toni Businger) und am Theater Trier 1994 Giuseppe Verdis Rigoletto. 1995 führte er Dialogregie und hatte eine kleine Tenorpartie (un notaire) im Herkulessaal der Münchner Residenz in der Aufnahme von Gaetano Donizettis La fille du régiment mit Edita Gruberová. Bei der Aufnahme von Ludwig van Beethovens Fidelio unter der Leitung von Sir Colin Davis führte er die Dialogregie.

### Recht und Journalismus
Raschèr arbeitete seit 1988 als Berater in Consulting-Unternehmen. 1995 wechselte er als Jurist in das Bundesamt für Kultur, wo er als Mitglied der Schweizer Delegation an der Ausarbeitung der Washingtoner Erklärung beteiligt war und an der diplomatischen Konferenz einen Kompromissvorschlag einbrachte, der einen Durchbruch der Verhandlungen ermöglichte. In den 2000er Jahren betreute er unter der Departementsleitung von Bundesrätin Ruth Dreifuss die Ausarbeitung des Kulturgütertransfergesetzes und befand sich dabei zeitweise in öffentlich ausgefochtenen Interessenkonflikten zu Kunsthändler- und Kunstsammlerkreisen. Wesentlich beteiligt war er auch bei der Formulierung eines Kulturförderungsgesetzes und bei der Neufassung des Pro-Helvetia-Gesetzes. Als Chef des „Bereichs Recht und Internationales“ war er Schweizer Delegationsleiter bei der Ausarbeitung der UNESCO-Konvention zum Schutz der kulturellen Vielfalt sowie Mitglied des vermittelndem Gremiums der Bundesbehörden im Kulturgüterstreit zwischen Zürich und St. Gallen, der im Jahr 2006 seinen Abschluss fand. Im Jahr 2006 schied er aus dem Bundesamt aus und wurde beim Tages-Anzeiger Leiter des Ressorts Kultur. Seit 2007 betreibt er ein privates Consultingunternehmen.

### Lehre und Forschung
Raschèr ist Lehrbeauftragter für Kultur- und Kunstrecht sowie Kulturpolitik und UNESCO-Experte für Kulturgüterschutz. Ausserdem hat er eine Reihe von Aufsätzen insbesondere auch zum Umgang mit Raubkunst gemäss den Grundsätzen der Washingtoner Konferenz in Bezug auf Kunstwerke aus dem Jahre 1998 veröffentlicht. 2014 bezweifelte er in einem Interview mit der NZZ, ob es, aus moralischen und aus praktischen Gründen, für das Kunstmuseum Bern tunlich sei, das mit Restitutionsfällen von NS-Raubkunst und Abtretungen von Entarteter Kunst belastete Erbe der Sammlung Gurlitt anzutreten. Nachdem sich das Kunstmuseum Bern zu hohen Sorgfaltspflichten bekannt hatte, umfassende Provenienzrecherchen durchführte und wie in Deutschland die Begrifflichkeit der NS-verfolgungsbedingt entzogenen Kulturgüter anwendete, also Raubkunst und sog. Fluchtgut gleich behandelte, bezeichnete Raschèr in einem Interview mit dem Bund das Verhalten des Museums als vorbildlich. Seit 2023 ist er Präsident der «Unabhängigen Kommission der Stiftung für Kunst, Kultur und Geschichte zur Klärung NS-verfolgungsbedingter Ansprüche» (Unabhängige Kommission SKKG). Die Kommission entscheidet bei NS-verfolgungsbedingt entzogenen Kulturgütern im Eigentum der Stiftung für Kunst, Kultur und Geschichte (SKKG) verbindlich, was faire und gerechte Lösungen sind.
Er ist im wissenschaftlichen Beirat der Zeitschrift Kunst und Recht.

### Persönliches
Raschèr ist mit der Opernsängerin Daniela Lojarro verheiratet.

## Bibliographie (Auswahl)
- mit Peter Mosimann und Marc-André Renold (Hrsg.): Kultur Kunst Recht: schweizerisches und internationales Recht. 2., stark erweiterte Auflage. Helbing Lichtenhahn Verlag, Basel 2020.
- mit Mischa Senn (Hrsg.): Kulturrecht Kulturmarkt: Lehr- und Praxishandbuch. Dike, Zürich/St. Gallen 2012.
- mit Peter Mosimann und Marc-André Renold (Hrsg.): Kultur Kunst Recht: schweizerisches und internationales Recht. Helbing Lichtenhahn Verlag, Basel 2009.
- mit Marc Bauen, Yves Fischer und Marie-Noëlle Zen-Ruffinen: Cultural Property Transfer, transfert de biens culturels, trasferimento die beni culturali, Kulturgütertransfer. Schulthess, Zürich, Bruylant, Bruxelles 2005.
- Kulturgütertransfer und Globalisierung: UNESCO-Konvention 1970 – Unidroit-Konvention 1995 – EG-Verordnung 3911/92 – EG-Richtlinie 93/7 – Schweizerisches Recht. Schulthess, Zürich 2000.
- Für ein Urheberrecht des Bühnenregisseurs: eine rechtsvergleichende Studie mit spezieller Berücksichtigung der Theatersemiotik und der Folgen für die Bühnenpraxis. Nomos, Baden-Baden 1989. (Zugl.: Zürich, Univ., Diss.)
- Das Urheberrecht des Bühnenregisseurs – Fluch oder Segen? In: KUR – Kunst und Recht, Volume 19, Issue 1 (2017), S. 7. doi:10.15542/KUR/2017/1/3
- Thomas Crown reloaded? Njet: Rambo rules! In: KUR – Kunst und Recht, Volume 14, Issue 2 (2012), S. 55. doi:10.15542/KUR/2012/2/2
- Washingtoner Raubkunst – Richtlinien – Entstehung, Inhalt und Anwendung. In: KUR – Kunst und Recht, Volume 11, Issue 3-4 (2009), S. 75. doi:10.15542/KUR/2009/3-4/2
- Restitution von Kulturgut: Anspruchsgrundlagen – Restitutionshindernisse – Entwicklung. In: KUR – Kunst und Recht, Volume 11, Issue 3-4 (2009) S. 122. doi:10.15542/KUR/2009/3-4/13
- Kunstraub ist nicht zu fassen. In: KUR – Kunst und Recht, Volume 10, Issue 1 (2008), S. 9. doi:10.15542/KUR/2008/1/3
- Fegefeuer der Glückseligen – Resümee und Schlussbetrachtung der Tagung. In: KUR – Kunst und Recht, Volume 10, Issue 3-4 (2008), S. 97. doi:10.15542/KUR/2008/3-4/11
- Editorial, in: KUR – Kunst und Recht, Volume 16, Issue 3-4 (2014), S. 65. doi:10.15542/KUR/2014/3-4/1
- Editorial, in: KUR – Kunst und Recht, Volume 15, Issue 1 (2013), S. 1. doi:10.15542/KUR/2013/1/1
- Editorial, in: KUR – Kunst und Recht, Volume 13, Issue 1 (2011) S. 1. doi:10.15542/KUR/2011/1/1
- Editorial, in: KUR – Kunst und Recht, Volume 11, Issue 3-4 (2009), S. 73. doi:10.15542/KUR/2009/3-4/1
- Editorial, in: KUR – Kunst und Recht, Volume 10, Issue 3-4 (2008), S. 59. doi:10.15542/KUR/2008/3-4/1
- Kulturzerstörung als Kriegsverbrechen. In: WOZ Die Wochenzeitung, 29. September 2016
- The Washington Conference on Holocaust-Era Assets (November 30 – December 3, 1998). In: International Journal of Cultural Property (IJCP) 1999, S. 338.
- mit M. Brülhart, Nikola Doll, Katharina Garbers-von Böhm: Taking fair and just decisions based on findings leading to an incomplete or uncertain state of evidence – The decision of the Kunstmuseum Bern in the restitution claim asserted by the heirs of Dr. Ismar Littmann In: Network of European Restitution Committees on Nazi-Looted Art, Newsletter, No. 15 (1/2023)
- mit M. Bucheli: Die Vereinbarung zum „Kulturgüterstreit“ Zürich – St. Gallen von 2006: Ansätze zur Lösungsfindung in anderen Kontexten? In: KUR – Kunst und Recht, Volume 21, Issue 2 (2019), S. 54. doi:10.15542/KUR/2019/2/2
- mit M. Bucheli: Zusammenarbeit von Staat und Kirche bei Bewahrung und Überlieferung des kulturellen Erbes. In: Bulletin Kunst&Recht 2023/2 2024/1, S. 92.
- mit N. Doll: Mut zur Lücke: Provenienzforschung zwischen Feigenblatt und historischer Verantwortung. In: NZZ, 7. Oktober 2022, S. 19
- mit W. Engeler: Der Managementplan des Stiftsbezirks St. Gallen für eine nachhaltige Bewahrung und Nutzung von Weltkulturerbe. In: KUR – Kunst und Recht, Volume 20, Issue 1 (2018), S. 4. doi:10.15542/KUR/2018/1/2
- mit Y. Fischer: Kultur und Wirtschaft im Gleichgewicht: Die UNESCO-Konvention über den Schutz und die Förderung der Vielfalt kultureller Ausdrucksformen, In: Aktuelle Juristische Praxis (AJP)/Pratique Juridique Actuelle (PJA) 2006, S. 813
- mit J.  Stillhart: Daniel Düsentrieb vs. Panzerknacker. In: KUR – Kunst und Recht, Volume 14, Issue 3-4 (2012) S. 116. doi:10.15542/KUR/2012/3-4/5
- mit K.-P. Uhlig und M. Neeser: Kultur. In: Helbing Lichtenhahn Verlag (Hrsg.): COVID-19 – Ein Panorama der Rechtsfragen zur Corona-Krise. Helbing Lichtenhahn, Basel 2020, § 8.
- mit D. Vitali: Federal or Non-Unitary Constitutional Systems (Article 30 UNESCO-Convention 2005). In: Sabine von Schorlemer, Peter-Tobias Stoll (Hrsg.): The UNESCO Convention on the Protection and Promotion of the Diversity of Cultural Expressions. Explanatory Notes. Springer, Berlin, Heidelberg 2012, S. 677.
- mit M. Zirkler: Zur Ordnungsstruktur von Moderationsprozessen: Funktionen, Rollen und Konfliktpotenziale. In: Joachim Freimuth, Thomas Barth (Hrsg.): Handbuch Moderation: Konzepte, Anwendungen und Entwicklungen. Hogrefe, Göttingen 2014, S. 97.